# Sílvia Soler Espinosa
Sílvia Soler Espinosa (* 19. November 1987 in Elche) ist eine ehemalige spanische Tennisspielerin.

## Karriere
Soler Espinosa, die laut Spielerprofil Sandplätze bevorzugte, stand 2011 nach überstandener Qualifikation erstmals im Hauptfeld eines Grand-Slam-Turniers. Sie gewann ihr Erstrundenmatch bei den French Open gegen Jelena Wesnina mit 4:6, 6:3 und 6:4 und scheiterte danach an der späteren Turniersiegerin Li Na.
2012 konnte sie sich sowohl für die Australian Open (Ausscheiden bereits in der Auftaktrunde) als auch für die US Open (dritte Runde) qualifizieren.
Im Laufe des Jahres verbesserte sie sich bis auf Position 54 der Einzelweltrangliste.
2013 machte Soler Espinosa vor allem im Doppel von sich reden. An der Seite ihrer Landsfrau Carla Suárez Navarro stand sie in Melbourne erstmals im Viertelfinale eines Grand-Slam-Turniers, in Wimbledon erreichten sie das Achtelfinale. Nach ihrem guten Abschneiden beim WTA-Turnier in New Haven (Einzug ins Halbfinale) machte Soler Espinosa einen Sprung unter die Top 50 der Doppelweltrangliste. Ihren ersten WTA-Titel im Doppel konnte 2014 sie bei den Connecticut Open in New Haven feiern.
Seit 2012 hat Soler Espinosa 15 Partien für die spanische Fed-Cup-Mannschaft bestritten, von denen sie allerdings nur vier gewinnen konnte; ihre Doppelpartien gingen beide verloren.
Am 15. Mai 2020 gab Soler Espinosa ihren Rücktritt bekannt.

## Turniersiege

### Einzel
| Nr. | Datum              | Turnier        | Kategorie    | Belag        | Finalgegnerin     | Ergebnis      |
| --- | ------------------ | -------------- | ------------ | ------------ | ----------------- | ------------- |
| 1.  | 25. November 2007  | Beloura-Sintra | ITF $25.000  | Sand (Halle) | Romana Janshen    | 7:63, 7:63    |
| 2.  | 27. September 2009 | Madrid         | ITF $25.000  | Hartplatz    | Iryna Burjatschok | 6:3, 6:4      |
| 3.  | 27. Juni 2010      | Getxo          | ITF $25.000  | Sand         | Sarah Gronert     | 6:2, 6:1      |
| 4.  | 18. September 2011 | Sofia          | ITF $100.000 | Sand         | Romina Oprandi    | 2:6, 6:6 ret. |
| 5.  | 2. Juli 2016       | Rom            | ITF $50.000  | Sand         | Laura Pous Tió    | 2:6, 6:4, 7:5 |

### Doppel
| Nr. | Datum           | Turnier              | Kategorie   | Belag     | Partnerin           | Finalgegnerinnen                       | Ergebnis         |
| --- | --------------- | -------------------- | ----------- | --------- | ------------------- | -------------------------------------- | ---------------- |
| 1.  | 23. August 2014 | New Haven            | WTA Premier | Hartplatz | Andreja Klepač      | Marina Eraković Arantxa Parra Santonja | 7:5, 4:6, [10:4] |
| 2.  | 16. Juni 2017   | Barcelona            | ITF $60.000 | Sand      | Montserrat González | Julia Glushko Priscilla Hon            | 6:4, 6:3         |
| 3.  | 14. April 2018  | Indian Harbour Beach | ITF $60.000 | Sand      | Irina Bara          | Jessica Pegula Maria Sanchez           | 6:4, 6:2         |